# Hyperolius cystocandicans
Hyperolius cystocyicans es una especie de anfibios de la familia Hyperoliidae.
Es endémica de Kenia.
Su hábitat natural incluye praderas secas a baja altitud, marismas de agua dulce, corrientes intermitentes de agua dulce, tierra arable, pastos y estanques.
Está amenazada de extinción por la pérdida de su hábitat natural.